# Center for Public Integrity
Il Center for Public Integrity (CPI), fondato nel Marzo 1989 da Charles Lewis, è una organizzazione no-profit di giornalismo investigativo americano, la cui missione dichiarata è rivelare gli abusi di potere, la corruzione e l'inosservanza dei doveri da parte di potenti istituzioni pubbliche e private, al fine di indurle ad operare con onestà, integrità e responsabilità e di mettere al primo posto l'interesse pubblico.
Con oltre 50 dipendenti, CPI è in America uno dei più grandi centri di indagine, apartitico e senza fini di lucro.
Ha vinto il Premio Pulitzer 2014 per il reportage investigativo.
CPI si descrive come un'organizzazione che è apartitica e non fa il lavoro di avvocatura.
CPI è stata definita come progressista, non-partisan, indipendente e come gruppo liberal.
CPI rilascia i suoi rapporti tramite il suo sito web destinato ai mezzi di comunicazione negli Stati Uniti e in tutto il mondo.
Nel 1997, CPI lancia il Consorzio Internazionale dei Giornalisti Investigativi (ICIJ), una rete internazionale che include 165 reporter investigativi in 65 Paesi.
Nel 2004 il libro The buying of the president, pubblicato da CPI è stato per 3 mesi nella lista dei bestseller del New York Times.